# Château de Villers-aux-Tours
Le château de Villers-aux-Tours est situé dans la commune belge d'Anthisnes, en région wallonne, province de Liège.

## Histoire
Au XIIIe siècle, le village de Villers-aux-Tours était une terre du duché de Limbourg et faisait partie des seigneuries d'au-delà des bois, séparées du reste du duché par le pays de Stavelot et la principauté de Liège.
Le château de Villers aux Tours était dans  la famille delle Heys depuis le XIIIe siècle.
Le château de Villers aux Tours était un des plus beaux châteaux du pays avec double fossé et quatre tours.
Le 20 janvier 1472 Johan delle Heis vend à Pirar de Lyerneux « Court, Jardin,Tours,Maison et tous les hirtages situé à Heid, Villers aux Tours »
Le château a brulé et est reconstruit au XVIIe siècle. Le château actuel fut reconstruit par Godefroid de Rahier.
En 1643, le riche haut-voué Godefroid d'Anthisnes, seigneur de Hody, devient propriétaire de Villers. Il revend cependant cette terre deux ans plus tard à Gilles de Rahier, seigneur de Logne. Les barons de Rahier furent dès lors les seigneurs de Villers jusqu'à la Révolution.